# Charles Huc
Pour les articles homonymes, voir Huc.
Charles-Auguste-André-Gabriel, baron Huc (1er mai 1808 à Montpellier - 25 juillet 1854 à Montpellier), est un banquier et homme politique français.

## Biographie
Après avoir débuté dans la diplomatie, il retourna dans l'Hérault, où il était propriétaire, et se fixa comme banquier à Montpellier.
Il est élu député de l'Hérault au Corps législatif le 29 février 1852, comme candidat officiel, avec 21.116 voix sur 21.619 votants.
Il prit part au rétablissement de l'Empire et vota avec la majorité dynastique.
Il était propriétaire de l'hôtel de Varennes à Montpellier et du château du Claud à Saint-Jean-de-Védas.
Marié à Augusta Barbet, fille de Louis Auguste Barbet, industriel (Barbet frères) et receveur général des finances à Montpellier, et d'Aglaure Garrigues (belle-fille de Louis Stanislas de Girardin), il est le beau-père du prince romain François de Montholon-Sémonville.

## Distinctions
- Chevalier de l'ordre de Saint-Grégoire-le-Grand

## Sources
- « Charles Huc », dans Adolphe Robert et Gaston Cougny, Dictionnaire des parlementaires français, Edgar Bourloton, 1889-1891 [détail de l’édition]